# Diaryletheny
Diaryletheny jsou organické sloučeniny s aromatickými funkčními skupinami navázanými na dva atomy uhlíku spojené dvojnou vazbou. Nejjednodušším případem je stilben, který má dva geometrické izomery, E- a Z.
Při působení světla mohou tyto sloučeniny projít dvěma druhy izomerizací:
- E-Z izomerizace, nejčastější druh izomerizace u derivátů stilbenů a azobenzenu. Při tomto procesu se vytváří excitovaný stav v energetickém minimu, kde jsou aromatické kruhy vůči sobě posunuty o 90°. Tato konformace přechází do základního stavu, kde vznikají trans- a cis-forma v poměru 1:1, takže kvantový výtěžek E-Z izomerizace je málokdy větší než 0,5.
- 6π elektrocyklizace Z-izomeru, vytvářející další vazbu mezi dvěma aryly narušením jejich aromaticity.[2] Kvantový výtěžek těchto reakcí obvykle bývá menší než 0,1 a u většiny diarylethenů je forma s uzavřeným kruhem tepelně nestabilní, v důsledku čehož se za pokojové teploty v několika sekundách až minutách přeměňuje zpět na cis-formu.

Objevit se může také tepelná izomerizace. Při E-Z izomerizaci je tepelná rovnováha výrazně posunuta směrem k trans-izomeru, který má nižší energii (u stilbenu činí rozdíl přibližně 15 kJ/mol). Aktivační energie tepelných E-Z izomerizací jsou u stilbenu 150–190 kJ/mol, takže k izomerizaci významného množství jsou nutné teploty nad 200 °C, ale u většiny derivátů mají tyto energie nižší hodnoty (například 65 kJ/mol v případě 4-aminostilbenu). Aktivační energie elektrocyklizace stilbenu činí 73 kJ/mol.

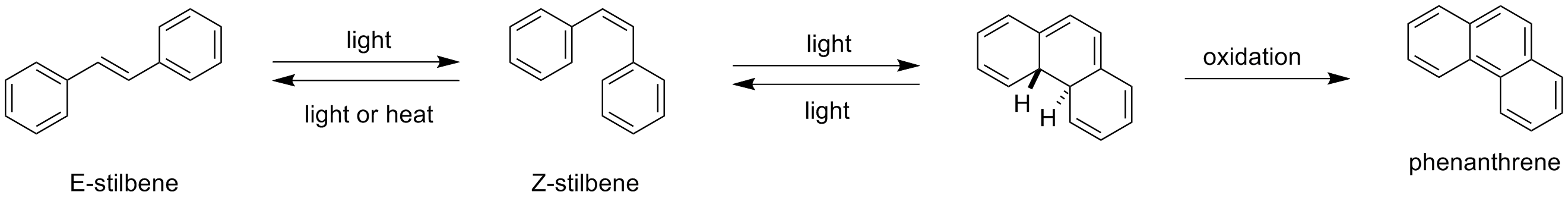
Izomerizace stilbenu pod vlivem světla

Tyto procesy se uplatňují u molekulárních přepínačů a při fotochromismu (vratné změně stavu po vystavení světlu).
Po 6π elektrocyklizaci Z-formy do cyklické podoby je většina nesubstituovaných diarylethenů náchylná k oxidacím, které způsobují zpětnou aromatizaci π-systémů; například (E)-stilben se po ozáření fotoizomerizuje na Z-izomer, jenž může následně projít 6π elektrocyklizací. Produkt této reakce se následně působením kyslíku mění na fenanthren, přičemž může dojít i k samovolné dehydrogenaci. Dihydrofenanthrenový meziprodukt nikdy nebyl izolován, ale podařilo se jej detekovat spektroskopicky. Přestože jsou jak E-Z izomerizace, tak i 6π elektrocyklizace vratné, tak oxidace mění celou posloupnost na nevratnou.

## Stabilizace cyklické formy vůči oxidaci
Oxidaci je možné zabránit nahrazením vodíků v polohách ortho oproti dvojným vazbám mezi uhlíky skupinami, které při oxidaci nemohou být odstraněny. Podle Woodwardových–Hoffmannových pravidel fotochemické 6π cyklizace probíhají konrotačně, což vytváří produkty s anti-konfigurovanými methylovými substituenty. Protože jsou obě methylové skupiny navázány na stereocentra, tak se vytvářejí dva enantiomery (R,R a S,S), obvykle jako racemická směs. Tepelná (disrotační) uzavírání kruhů nemohou proběhnout, protože jim brání sterické efekty mezi substituenty.

## Dithienyletheny

Dithienylethenový molekulární přepínač

Ortho-substituce aromatických jader způsobují stabilizaci vůči oxidaci, cyklické formy ale stále většinou mají nízkou termodynamickou stabilitu (například poločas rozkladu 2,3-dimesityl-but-2-enu při 20 °C je 90 sekund); příčinou je snížení aromaticity systému. Nejčastěji používanými příklady jsou dithienyletheny, tedy alkeny s navázanými dvěma thiofenovými skupinami.
Dithienyletheny se vyznačují několika různými druhy fotochemických vedlejších reakcí, jako jsou oxidace a eliminace cyklických izomerů za tvorby anelovaných kruhů. Oxidacím se dá zabránit navázáním methylových skupin na thiofeny do polohy 2-. Propojením dvou volných α-pozic na dvojných vazbách 5- nebo 6člennými kruhy také stabilizuje cis-formy. Tímto se dosahuje toho, že se dithienyletheny mohou izomerizovat pouze přes otevírání kruhů, při němž nedochází k E-Z izomerizaci. Na základě pozorování, že vedlejší produkty nejčastěji vznikají výhradně z nejnižších singletových excitovaných stavů, byla snížena odolnost dithienylethenů vůči excitacím viditelným světlem navázáním malých skupin, zvyšujících náchylnost k tripletizacím, na diarylethenová jádra π-konjugovanými vazbami.
Dithienyletheny se vyznačují také tím, že jejich izomerizace vyžadují jen minimální změny tvaru. Izomerizace v pevných matricích tak mohou proběhnout mnohem rychleji, než u jiných fotochromických molekul. U některých analogů lze fotochromické vlastnosti předvést v jednotlivých krystalech, aniž by byla narušena jejich struktura.

## Použití
Otevřené izomery jsou obvykle bezbarvé, zatímco cyklické bývají, podle své chemické struktury, zbarvené, což je způsobeno konjugovanými systémy v molekulových řetězcích. Díky tomuto má řada diarylethenů fotochromické chování, a to jak jako pevné látky, tak i v roztocích. Oba izomery se od sebe liší nejen svými absorpčními spektry, ale i mnoha jinými vlastnostmi, jako jsou indexy lomu, relativní permitivity a redoxní potenciály. Tyto vlastnosti lze snadno nastavovat vratnými izomerizacemi mezi otevřenými a uzavřenými formami spouštěnými světlem; tato vlastnost byla navržena například pro využití při optickém ukládání dat. Uzavřená forma má konjugované dráhy mezi jednotlivými molekulami, které se u otevřených forem nevyskytují; tím je možné zprostředkovávat elektronovou komunikaci mezi funkčními skupinami navázanými na okraje diarylethenů jejich zapínáním a vypínáním pomocí ultrafialového a viditelného záření.